# Gasteracantha pentagona
Gasteracantha pentagona là một loài nhện trong họ Araneidae. Chúng được Charles Athanase Walckenaer miêu tả năm 1842.

## Phân loài
- Gasteracantha pentagona anirica, Strand, 1915